# Girlfight
Girlfight è un film sul pugilato del 2000 diretto da Karyn Kusama e interpretato da Michelle Rodriguez. È liberamente ispirato da vicende personali giovanili della regista.
Il film ha vinto numerosi premi in vari festival, quali i National Board of Review, Deauville Film Festival, Independent Spirit Awards, Gotham Awards, Las Vegas Film Critics Sierra Awards ed altri ancora.

## Riconoscimenti
- 2000 - Seminci
  - Espiga de plata
- 2001 - Gotham Awards
  - Regista rivelazione e attrice rivelazione (Michelle Rodriguez)